# Christine Aulenbrock
Christine Aulenbrock (* 26. März 1992 in Bad Laer) ist eine deutsche Volleyball- und Beachvolleyballspielerin. In der Halle war sie in der zweiten Bundesliga aktiv. Im Beachvolleyball gewann sie diverse Titel bei nationalen und internationalen Nachwuchsmeisterschaften. Seit 2009 ist sie mit wechselnden Partnerinnen auch auf der nationalen Turnierserie und bei deutschen Meisterschaften aktiv.

## Karriere Halle
Christine Aulenbrock begann ihre Karriere mit ihrer jüngeren Schwester Carina beim SV Bad Laer, mit dem sie deutscher Meister der C-Jugend wurden. Später spielte sie auch für die zweite Mannschaft des USC Münster. 2009 wechselte die Außenangreiferin zum VT Aurubis Hamburg II. Von 2014 bis 2016 war Aulenbrock in der 2. Bundesliga Nord für DSHS SnowTrex Köln aktiv, mit dem sie 2015 auch Deutscher Hochschulmeister wurde. Von 2017 bis 2022 spielte sie beim Ligakonkurrenten VfL Oythe.

## Karriere Beach
Aulenbrock nahm ab 2004 mit verschiedenen Partnerinnen an regionalen, nationalen und internationalen Jugendmeisterschaften teil. 2007 siegte sie  beim Cup der Landesmeister Nord U19 (mit Anna-Lena Rahe) und wurde deutsche Meisterin der U17 (mit Alina Hellmich) sowie Vizemeisterin der U18 (mit Franziska Bentrup). Im folgenden Jahr belegte sie mit Stephanie Koszowski bei der U20-Europameisterschaft in San Salvo und mit Isabel Schneider beim U18-Turnier in Loutraki jeweils den fünften Platz. Dazwischen wurde sie mit Teresa Mersmann deutsche U19-Meisterin.
2009 spielte sie mit Koszowski, Schneider und Katharina Schillerwein erstmals auf der nationalen Smart Beach Tour und erreichte neunte Plätze. In Espinho wurde sie mit Anna Behlen U18-Europameisterin und in Alanya mit Victoria Bieneck U19-Weltmeisterin. 2010 gelangen Aulenbrock/Schillerwein bei der Smart Beach Tour einige Top-Ten-Ergebnisse und bei der deutschen Meisterschaft wurden sie Neunte. Außerdem wurde Aulenbrock mit Behlen deutsche Vizemeisterin der U20. Mit Tillmann gewann sie die U20-Europameisterschaft in Catania, während das Duo bei der U21-WM früh ausschied. Mit Bieneck hatte Aulenbrock bei den Kristiansand Open ihren ersten Auftritt bei der FIVB World Tour.

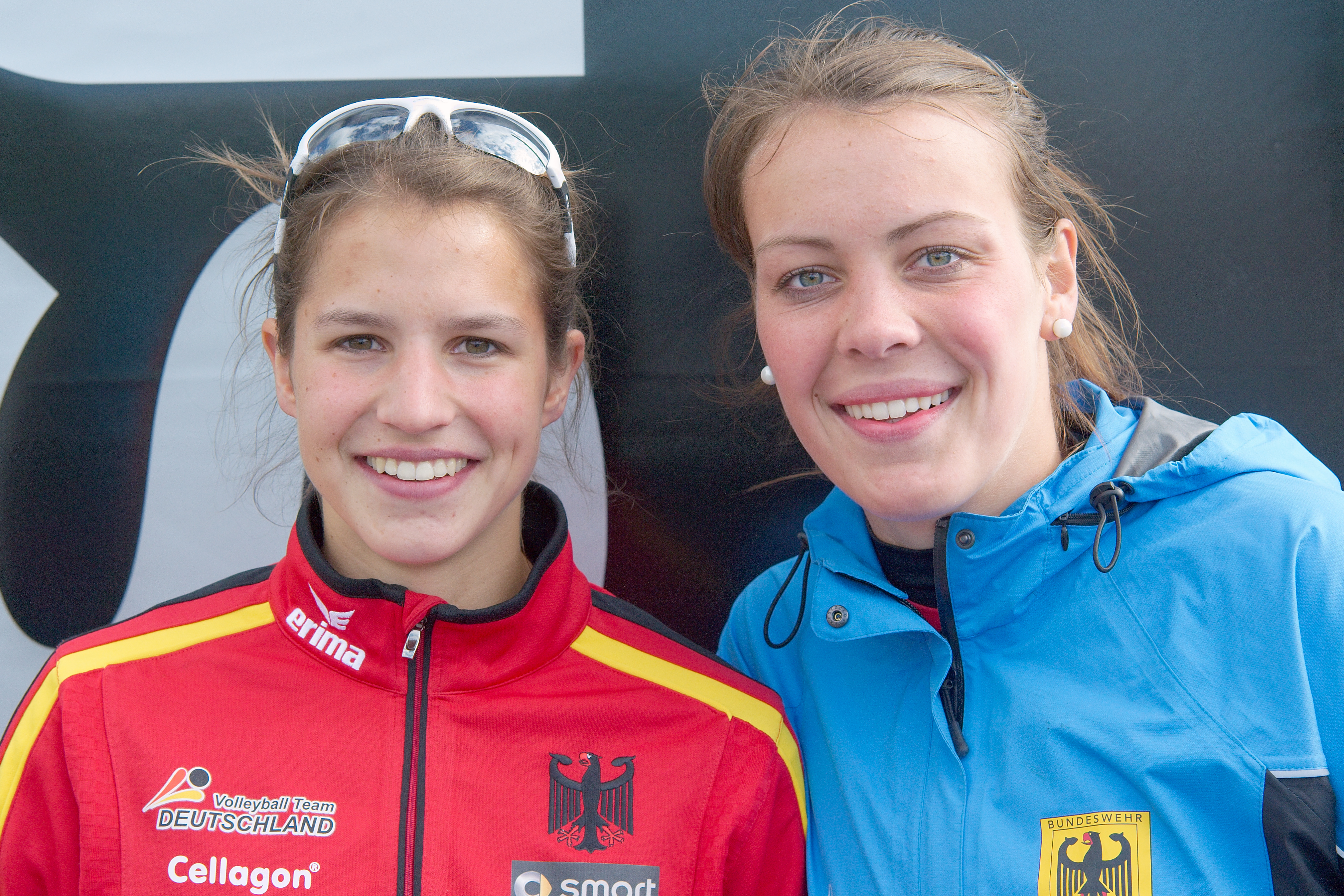
Aulenbrock/Laboureur 2012 in Münster

Auf der nationalen Turnierserie 2011 wurde sie mit Chantal Laboureur unter anderem Vierte in Heidelberg und Köln und mit Schneider Dritte in Essen, bevor sie mit Laboureur den neunten Platz bei der deutschen Meisterschaft erreichte. Mit dem Gewinn der U20-Meisterschaft an Behlens Seite kam ein weiterer Nachwuchstitel hinzu. Aulenbrock/Laboureur spielten auch international bei den CEV-Satellite-Turnieren in Baden und Geroskipou, wo sie den neunten und siebten Rang erreichten. Auf der World Tour spielte Aulenbrock mit Geeske Banck bei den Québec Open. Ende August wurde sie außerdem mit Schneider Fünfte der U21-WM in Halifax.
2012 kamen Aulenbrock/Laboureur auf der nationalen Turnierserie mehrmals unter die besten Fünf und bei der deutschen Meisterschaft verpassten sie knapp das Halbfinale und wurden ebenfalls Fünfte. International gelang ihnen ein dritter Platz beim Challenger-Turnier in Seoul, während sie bei anderen FIVB-Turnieren in der Country Quota oder Qualifikationsrunde unterlagen. Mit Bieneck wurde Aulenbrock Dritte der U23-Europameisterschaft in Assen und mit Behrens erneut Fünfte der U21-WM in Halifax.
2013 bildete Aulenbrock ein festes Duo mit Tillmann. National wurden Aulenbrock/Tillmann unter anderem Zweite in Norderney und Binz. Bei der deutschen Meisterschaft belegten sie den siebten Platz. Sie erreichten einen fünften Platz bei der U23-WM in Mysłowice und wurden Dritte beim Challenger in Seoul, Fünfte bei den Anapa Open und Zweite bei einem CEV-Turnier in Rottenburg am Neckar. Mit Behlen wurde Aulenbrock außerdem Fünfte der U22-EM in Warna.
Ab 2014 legte Christine Aulenbrock wegen privater Probleme eine Pause im Leistungssport ein. Nachdem sie 2015 nur ein kleineres Turnier mit Anna Hoja gespielt hatte, kehrte sie 2016 an der Seite von Sarah Schneider, die ebenfalls pausiert hatte, zurück in den Sand. Ihr bestes Ergebnis auf der Smart Beach Tour war ein siebter Platz in Kühlungsborn. 2017 trat Aulenbrock wieder nur bei zwei unterklassigen Turnieren an.

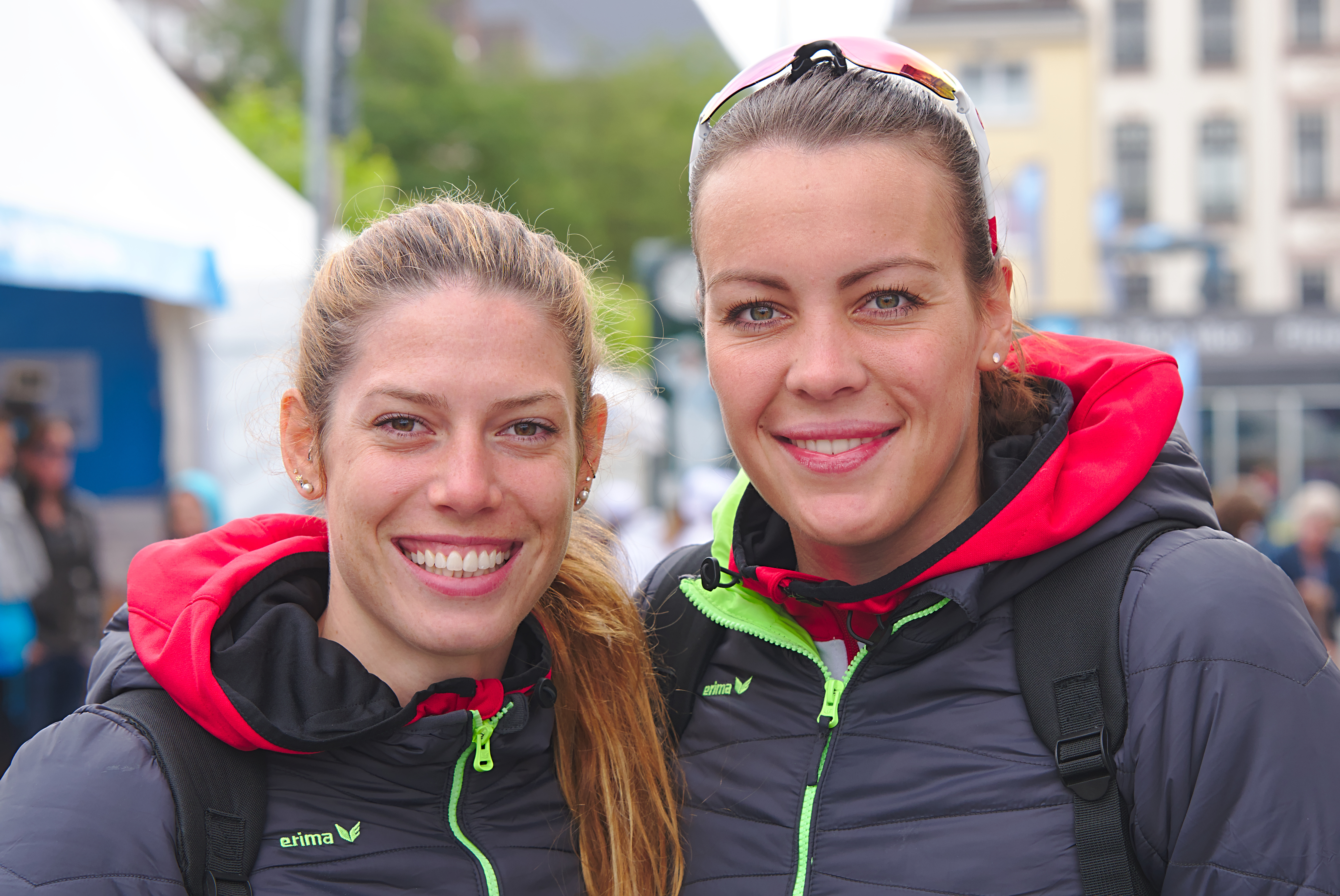
Aulenbrock/Ferger 2018 in Düsseldorf

Seit 2018 bildet sie ein Duo mit Sandra Ferger. Aulenbrock/Ferger kamen auf der Techniker Beach Tour immer in die Top Ten und erreichten als bestes Ergebnis einen vierten Platz in Sankt Peter-Ording. Bei der deutschen Meisterschaft schieden sie im Achtelfinale aus und wurden Neunte. Auf der Techniker Beach Tour 2019 gewannen sie das Turnier in Nürnberg und wurden immer mindestens Neunte. Die deutsche Meisterschaft 2019 endete für sie jedoch schon in der Gruppenphase.
2020 spielte Aulenbrock in der Beach-Liga zwei Tage lang als Ersatzspielerin mit Tillmann. Bei der Comdirect Beach Tour 2020 qualifizierten sich Aulenbrock/Ferger gleich beim ersten Turnier in Düsseldorf für die deutsche Meisterschaft und spielten anschließend beim Top-Teams-Turnier mit. Im DM-Achtelfinale schieden sie gegen Borger/Sude aus. Bei der ersten Ausgabe der German Beach Trophy kamen sie im Januar/Februar 2021 als Hauptrunden-Dritte ins Endspiel, das sie gegen die Österreicherinnen Nadine und Teresa Strauss verloren. Im März traten sie auch bei der zweiten Ausgabe der German Beach Trophy an. Anfang September erreichten sie bei der deutschen Meisterschaft den vierten Platz. Auf der German Beach Tour 2022 gewannen Aulenbrock/Ferger nach zwei fünften Plätzen in Düsseldorf das Turnier in München. Bei der deutschen Meisterschaft wurden sie erneut Vierte. Auf der German Beach Tour 2023 hatten sie ausschließlich Top-7-Ergebnisse und landeten bei der deutschen Meisterschaft auf Platz fünf.